# Condado de Chickasaw (Iowa)
O Condado de Chickasaw é um dos 99 condados do estado norte-americano de Iowa. A sede do condado é New Hampton, que é também a sua maior cidade. O condado tem uma área de 1309 km² (dos quais 2 km² estão cobertos por água), uma população de 12 439 habitantes, e uma densidade populacional de 11 hab/km² (segundo o censo nacional de 2010). O condado foi fundado em 1851 e recebeu o seu nome a partir da tribo ameríndia Chickasaw.

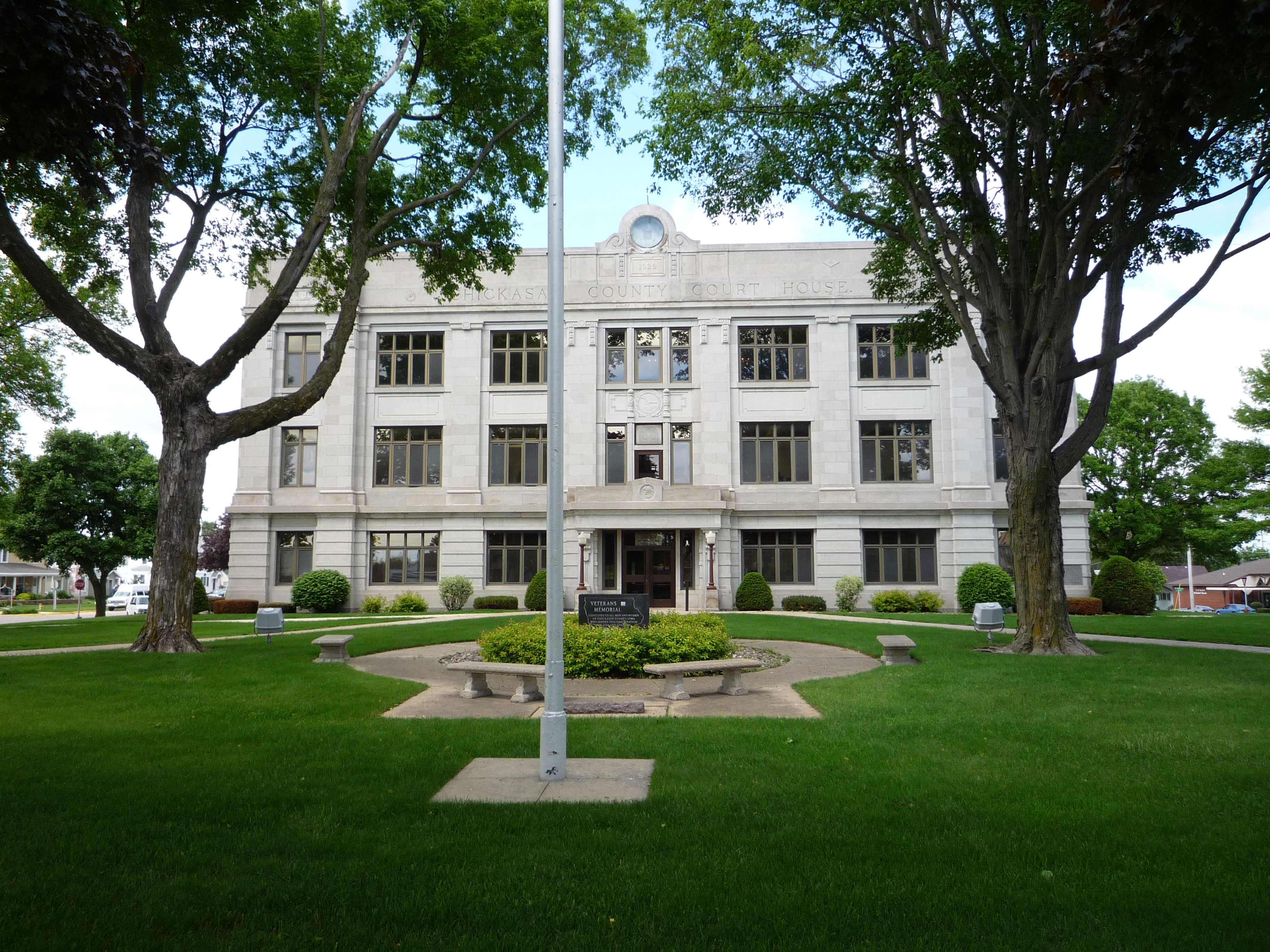
Tribunal do condado de Chickasaw em New Hampton, Iowa